# Ponce I de Cabrera
Ponce Giraldo de Cabrera o bien Ponce I de Cabrera (f. 1105), III señor de Cabrera (1050-1105) y X vizconde de Gerona (1044-1104), fue un noble catalán de la Baja Edad Media.

## Biografía
Hijo de Giraldo I de Cabrera y de Ermesenda de Montsoriu, hija de Amat de Montsoriu.
Por su boda con Letgarda, algunos castillos conquistados por su padre Arnau Mir de Tost pasaron a dominio de los señores de Cabrera. Entre ellos, los castillos de Montclar de Urgel, Artesa de Segre, Foradada, Montsonís, Rubió y Marcovau, Queralt, Santa Linya, como todos los del sur de la Sierra del Montsec.
Ponce ocupaba un lugar preeminente en la corte del conde de Barcelona, siendo su nombre el que encabezaba la lista de magnates convocados a promulgar los Usajes de 1071, el mismo año que el conde Ramón Berenguer I le hacía jurar fidelidad por los castillos de Blanes, Argimon y Cabrera, además de las fuerzas vizcondales de la ciudad de Gerona.
Años antes ya se encuentra presente en el magno tribunal que debía dictar sentencia en el conflicto entre Ramón Berenguer I y Mir Geribert en 1059.
Durante los enfrentamientos que siguieron a la muerte del conde de Barcelona, tomó parte por Ramón Berenguer II contra su hermano Berenguer Ramón II. Tanto es así que en el pacto entre los dos hermanos de 1080, Ponce se encuentra entre los hombres de confianza que Ramón Berenguer II entrega como rehenes a su hermano en caso de no cumplir su parte del acuerdo.
Tras el fratricidio, se sabe que tanto Ponce I como su hijo Giraldo II de Cabrera se situaron en el tercer bando enfrentado, aquel que buscaba poner paz entre los hombres de Berenguer Ramón II y los que juraron defender la memoria del difunto Ramón Berenguer II. Bando al que Sobrequés llama «el partido de la cordura». Instaurada la paz entre las facciones, formaría parte del consejo del conde Berenguer Ramón II (nobles que además de aconsejar, vigilaban que El Fratricida cumpliera los acuerdos que había firmado, de velar y tutelar el hijo del hermano difunto, Ramón Berenguer III, a quien debería hacer heredero y sucesor).
Hacia el futuro conde, Ponce fue uno de los curadores de Ramón Berenguer III en su minoría de edad (1086). Cuando este ascendió al poder del condado, Ponce aun formaba parte del consejo, tanto en los primeros años continuistas, como posteriormente, cuando el joven conde desmantelando la herencia política de su tío. Pero poco a poco sería apartado del Consejo en favor de miembros más jóvenes, entre los que se encontraba su hijo Giraldo.

### Matrimonio y descendencia
Se casó con Beatriz, sin descendencia, y después, en 1067, con Letgarda de Tost, hija de Arnau Mir de Tost, llamado el «Cid catalán» y que fue un bravo caballero que reconquistó un vasto territorio a los sarracenos y poseedor de más de treinta castillos. Con Letgarda tuvo cuatro hijos:
- Giraldo II de Cabrera, que le sucedió
- Ponce
- Pedro, canónigo de Vic
- Otra hija cuyo nombre se desconoce.